# Henriëtte Calais
Henriëtte Calais (Vilvoorde, 1863 - Woluwe-Saint-Pierre, 1951) was een Belgisch kunstschilderes, beeldhouwster en grafica.
Ze was leerlinge van de Academies van Namen en Brussel (in Brussel bij Jean Portaels). Ze had een voorkeur voor portretten en decoratief uitgewerkte allegorische thema's. Ze behoorde met onder anderen Elise Van den Bossche, Hélène Cornette, Adelaïde Lefebvre, Jenny Lorrain, Berthe Van Tilt, Juliette Samuel-Blum, Yvonne Serruys en Julia Vanzype tot de eerste generatie Belgische beeldhouwsters die vanaf eind 19e eeuw deelnamen aan de Belgische Salons.
Ze woonde in de Spoorwegstraat 23 te Brussel (omstreeks 1894).

## Tentoonstellingen
- Deelname aan het Salon d’Art Idéaliste
- Deelname aan de Salons van “Le Progrès” in Namen (1885-1894)
- Deelname aan de Driejaarlijkse salons in Namen (1889-1904)
- Wereldtentoonstelling van 1894, Antwerpen : Portret van Juffrouw C. (pastel)
- Salon van Brussel, 1907: Portret van Mevr. C. (tekening)
- De Hedendaagsche Vrouw (1914)

## Verzamelingen
- Belgische Staat
- Dinant, Stedelijke verzameling : “Alleluia. Au ciel les derniers seront les premiers” (1893)